# 大型罗勒
大型罗勒（学名：Ocimum basilicum var. majus）为唇形科罗勒属下的一个变种。